# Yahoo!
O Yahoo! é um portal web sediado em Sunnyvale, Califórnia que é uma subsidiária integral da Verizon Communications através da Verizon Media. O Yahoo foi fundado por Jerry Yang e David Filo em janeiro de 1994 e incorporado em 2 de março de 1995. A empresa foi uma das pioneiras nos primórdios da era da internet na década de 1990. Marissa Mayer, uma ex-executiva da Google, serviu como CEO e presidente do Yahoo até junho 2017.
É globalmente conhecida pelo seu portal web, motor de busca Yahoo! Search e serviços relacionados, incluindo o Yahoo! Directory, Yahoo! Mail, Yahoo! News, Yahoo! Finance, Yahoo! Grupos, Yahoo! Respostas, publicidade, mapas online, compartilhamento de vídeo, esporte fantasy, e seu website de mídia social. Em seu auge, era um dos sites mais populares nos Estados Unidos. De acordo com os provedores de análise web de terceiros Alexa e SimilarWeb, o Yahoo! foi o site de notícias e mídia mais lido, com cerca de 7 bilhões de visualizações por mês, tornando-se o sexto site mais visitado globalmente em 2016. De acordo com fontes de notícias, aproximadamente 700 milhões de pessoas visitaram os websites do Yahoo todo mês. O próprio Yahoo! afirmou que atraiu "mais de meio bilhão de consumidores todos os meses em mais de 30 idiomas".
Depois de ser o site mais popular nos EUA, o Yahoo! lentamente começou a diminuir a partir do final dos anos 2000, e em 2017 a Verizon Communications adquiriu a maior parte dos negócios de internet do Yahoo (excluindo sua participação no Alibaba Group e no Yahoo! Japan), por 4,48 bilhões de dólares.

## História

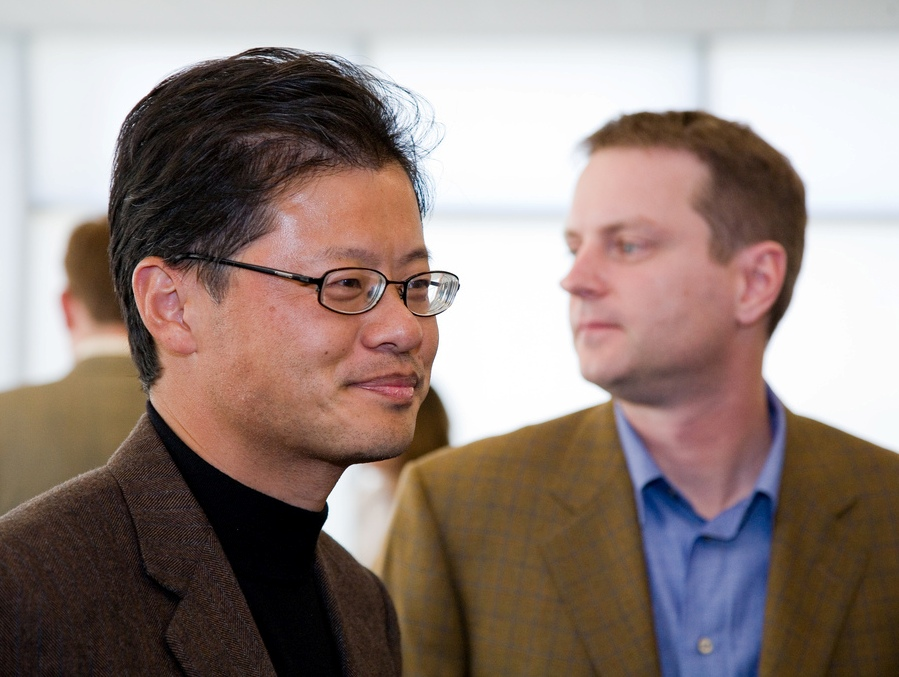
Cofundadores da Yahoo: Jerry Yang (esquerda) e David Filo (direita)

A designação "Yahoo" foi criada em 1994, por Yang, inspirado no povo Yahoo, rude e imperfeito, inventado por Jonathan Swift na obra As viagens de Gulliver. Yahoo é também um retroacrônimo da expressão inglesa "Yet Another Hierarchical Officious Oracle".
Hoje, Yahoo Inc. é uma empresa líder de comunicações globais via internet, comércio e empresa de mídia que oferece uma rede global de marcas de serviços para mais de 345 milhões de pessoas por mês em todo o mundo. Como o primeiro guia online de navegação na Web, www.yahoo.com é um dos principais guias principalmente em termos de tráfego, oferecendo serviços como o portal que hospeda uma vasta quantidade de conteúdo de áudio e vídeo em streaming, hospedagem de lojas virtuais e serviços de gestão, além de ferramentas de sites e serviços. A rede da empresa Web global inclui 25 propriedades mundiais. Com sede em Sunnyvale, Califórnia, o Yahoo tem escritórios na Europa, Ásia, América Latina, Austrália, Canadá e Estados Unidos.
Marissa Mayer foi sua CEO de 2012 até junho de 2017, quando a Yahoo! e a America Online se juntaram e formaram a Oath, Inc. (atual Verizon Media), uma empresa de propriedade da Verizon. Ela já fez parte da capa da revista Vogue.

Antigo logotipo da empresa, usado até 2013

## Controle acionário
Em julho de 2016, o grupo americano de telecomunicações Verizon Communications fechou um acordo para comprar os negócios principais de Internet do Yahoo por US$ 4,83 bilhões, em uma negociação que já estava sendo feita há um tempo. Com isso, o Yahoo, que estava em crise, se juntou à AOL, comprada pela Verizon em 2015 por 4,4 bilhões de dólares. A Verizon superou ofertas feitas pela AT&T e também por um grupo apoiado pelo bilionário Warren Buffett e empresas de investimentos. Em fevereiro de 2017 o negócio entre Yahoo! e a Verizon foi concretizado por US$ 4,48 bilhões, 350 milhões a menos do valor Inicial.